# Fiorenzuola d'Arda
Fiorenzuola d'Arda est une commune italienne de la province de Plaisance, dans la région Émilie-Romagne. Dans cette commune se déroule chaque année depuis 1998 des Six jours cyclistes.

## Histoire
En 509, la ville doit accueillir les habitants d'Orange accompagnés de leur évêque Florent que le pouvoir des Ostrogoths a déportés dans la plaine du Pô pour les punir d'avoir ouvert les portes de leur cité aux Mérovingiens. Le dévouement de l'évêque provençal impressionne tellement la population qu'elle l'adopte comme saint patron et donne son nom à sa ville. Finalement, les Provençaux sont relâchés grâce à l'intervention de l'évêque Césaire d’Arles, qui intercède en leur faveur auprès du roi Théodoric le Grand. 
Les reliques de saint Florent sont partagées entre l'église Saint-Florent d'Orange, Notre-Dame des Doms à Avignon, la cathédrale du Puy, et les églises de Fiorenzuola et de Laussonne.  

## Administration
| Période                                  | Période | Identité | Étiquette | Qualité |
| ---------------------------------------- | ------- | -------- | --------- | ------- |
|                                          |         |          |           |         |
| Les données manquantes sont à compléter. |         |          |           |         |

### Hameaux
Baselica Duce, San Protaso, Paullo.

### Communes limitrophes
Alseno, Besenzone, Cadeo, Carpaneto Piacentino, Castell'Arquato, Cortemaggiore.